# Of Truth and Sacrifice
Of Truth and Sacrifice è il nono album in studio del gruppo musicale tedesco Heaven Shall Burn, pubblicato nel 2020.

## Tracce
Tutte le tracce sono state scritte dagli Heaven Shall Burn, eccetto dove indicato.

### Disco 1:Of Truth
1. March of Retribution – 1:21
2. Thoughts and Prayers – 4:58
3. Eradicate – 4:32
4. Protector – 5:26
5. Übermacht – 5:25
6. My Heart and the Ocean – 5:51
7. Expatriate – 8:53
8. What War Means – 5:31
9. Terminate the Unconcern – 4:42
10. The Ashes of My Enemies – 2:02

### Disco 2:Of Sacrifice
1. Children of a Lesser God – 6:35
2. La Résistance – 5:06
3. The Sorrows of Victory – 8:25
4. Stateless – 3:49
5. Tirpitz – 5:54
6. Truther – 2:41
7. Critical Mass – 3:35 (Anthony Bramante, Daniel Lilker, Glenn Evans, John Connelly) – Nuclear Assault cover
8. Eagles Among Vultures – 5:06
9. Weakness Leaving My Heart – 7:31